# عهدنامه نصیبین
عهدنامه نصیبین در سال ۲۹۸ میلادی میان نرسی، امپراتور ایران و دیوکلتیان (دیوکلسین)، امپراتور روم، بسته شد. بر پایه این پیمان‌نامه، ارتش ساسانی از مناطقی در ارمنستان، ایبری (گرجستان) و میانرودان عقب‌نشینی کرد.

## پیشینه تاریخی
نرسی از ۲۹۳ تا سال ۳۰۲ میلادی، پادشاه ساسانی بود. پس از تحکیم بنیان فرمانروایی، به روم پرداخت و درصدد تهدید روم برآمد و مسئله ارمنستان را هم برای کشمکش بهانه ساخت. نرسی در آغاز کار، تیرداد سوم، پادشاه سلسله اشکانی ارمنستان را که برنشاندهٔ روم بود و در زمان بهرام دوم بر بخشی از ارمنستان تحمیل شده بود، از آنجا بیرون کرد. دیوکلتیان امپراتور روم، برای حمایت تیرداد افواجی گسیل کرد که گالریوس فرماندهی لشکر رومی را به عهده گرفت. در میانرودان شمالی از سپاه نرسی، شکست خوردند.

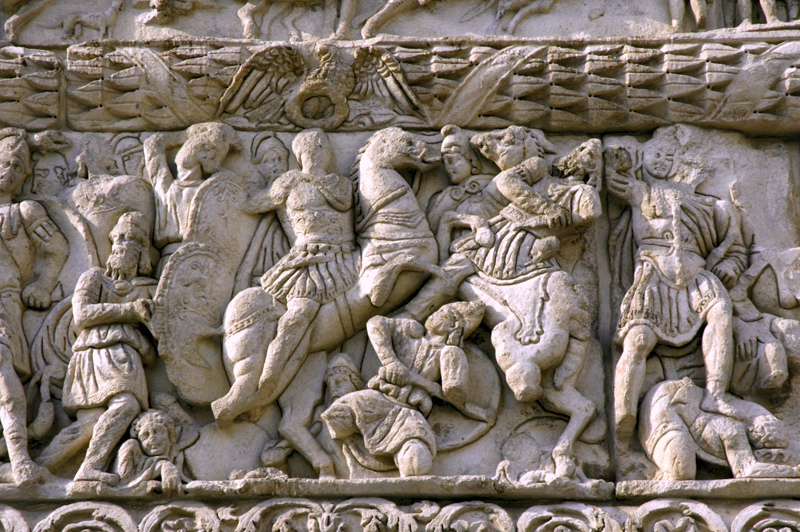
شکست سپاه نرسی از روم

یک سال بعد نرسی با موکب و حرمسرای شاهانه، عازم ارمنستان گشت، به علت دورویی یا تزلزل نجبای ارمنی که با دشمن تبانی کرده بودند، در محلی نزدیک به ارزروم کنونی، نرسی، از سپاه روم شکست خورد و چون تعدادی از خویشان و کسان وی از جمله زنش، ارسانه، با خزاین سلطنتی، به دست دشمن افتاد، نرسی ناچار شد برای نجات آنها شرایط سنگینی را که روم برای صلح پیشنهاد می‌کرد، بپذیرد. فرستادگان او از جمله افربان که جهت درخواست صلح و درخواست اسیران به اردوی گالریوس رفتند ناچار شدند، در مقابل سردار رومی، چنان‌که یک نقش یادگاری در شهر یونانی تسالونیکی نشان می‌دهد، خاکساری و فروتنی فوق‌العاده‌ای را تحمل نمایند. می‌گویند گالریوس با خشم و تهدید، رفتار غرورآمیزی را که پدر نرسی، شاپور یکم نسبت به امپراتور روم والرین که اسیر جنگی ایران شده بود، به این فرستادگان یادآوری کرد. سرانجام با موافقت دیوکلتیان امپراتور روم، به استرداد اسیران رضایت دادند. در آخر عهدنامه‌ای بین ایران و روم بسته شد و صلح بین دو کشور نزدیک به چهل سال دوام یافت.
در تاریخ ۲۹۷ میلادی گالریوس نرسی را شکست می‌دهد. بنا بر پیمان‌نامه نصیبین نرسی از ارمنستان و میانرودان عقب‌نشینی می‌کند.

## عهدنامه نصیبین

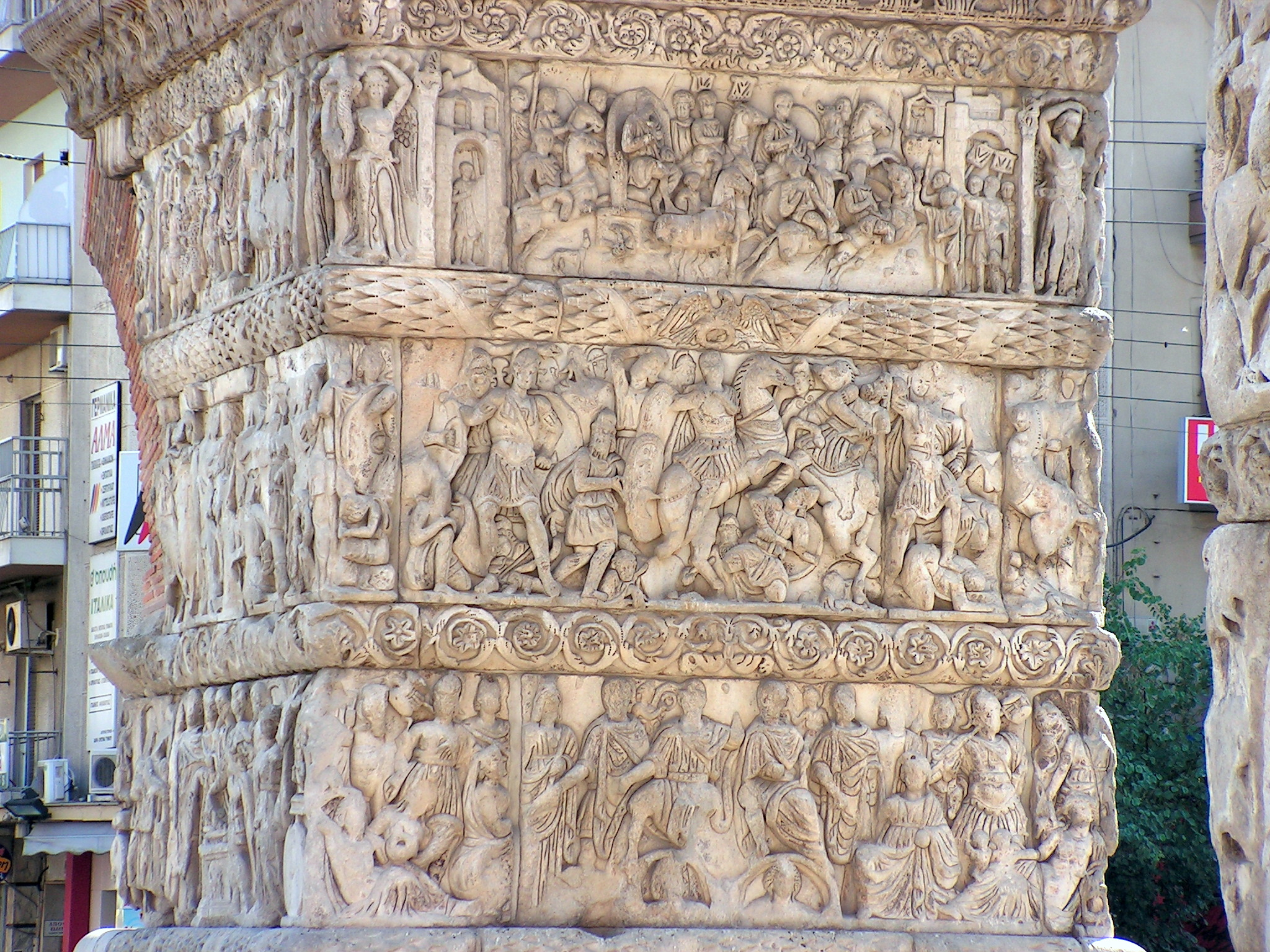
شکست سپاه نرسی از روم در آرک گالریوس در یونان

به موجب این عهدنامه که در در سال ۲۹۸ میلادی بسته شد و چون منافع روم را در شرق به قدر کافی تأمین می‌کرد، تا چهل سال دیگر از سوی رومیان همچنان پایدار ماند. ویژگی‌های پیمان‌نامه به گونه‌ی زیر است:
1. واگذاری پنج استان در ساحل رود دجله به امپراتوری روم.
2. اروندرود (دجله) مرز دو کشور شد.
3. عدم دخالت ایران در امور ارمنستان و واگذاری قلعه زنتا، واقع در آذربایجان به روم.
4. پذیرش اینکه سرزمین‌های ایبری (گرجستان) بخشی از قلمرو روم هستند.
5. نصیبین یگانه محلی برای داد و ستد و همچنین بازرگانی میان ایران و روم خواهد بود. (این شرط را می‌نویسند ولی به خواهش نرسی حذف شده‌است.)[۴]

این شرایط آذربایجان و حتی تیسفون را بلاواسطه در مجاورت متصرفات روم قرار می‌داد و از این حیث نیز برای ایران یک تهدید مستمر به‌شمار می‌آمد. عهدنامهٔ نصیبین که در واقع پیروزی سیاسی دیوکلتیان، امپراتور روم به‌شمار می‌آمد. برای نرسی که هنگام به تخت نشستن، رؤیای تجدید دوران پدرش شاپور یکم را داشت، چنان مایهٔ ننگ و خفت شد که وی بعد از امضاء آن، دیگر نتوانست سلطنت کند، چندی بعد استعفا کرد و ظاهراً از شدت ناراحتی و اندوه در سال ۳۰۲ میلادی در گذشت.